# もっとパラダイス
もっとパラダイスは、山口放送で放送されていたラジオ番組。放送時間は毎週土曜12:00〜13:00。2004年4月放送開始で、2011年3月末で終了。愛称は「もっパラ」。スポンサーは、自動車販売店のネッツトヨタ西京。後続番組は｢ネッツ西京Happy★Paradise｣。

## 概要
フリートークと、それにまつわる歌を、ジャンルを問わずかける、という内容。
もともと土曜12時台の山口放送のラジオ番組は、「トヨタビスタ 演歌パラダイス」（1993年10月～2004年3月）という名の、演歌を流す番組を放送していたが、スポンサーのトヨタビスタ山口がネッツトヨタ西京に改名した際、ネッツ店のイメージに合わせてか、現在のタイトルと内容に改めている。

## パーソナリティ
- 勝津正男
- 竹島知江

なお、勝津は山口の平日の朝の声（ただし金曜日は除く）として親しまれており、竹島は長年山口の平日の朝の顔として親しまれていた。ゆえに、この番組は、山口の朝のおなじみの人物が共演している番組ともいえる。

## スポンサーにまつわる余談
ネッツトヨタ西京の電波を使ってのPR活動はラジオが中心であり、ラジオCMはわりと頻繁に放送されるが、テレビCMはほとんど放送されない。なお、同じ山口県のネッツ店のネッツトヨタ山口（かつてのトヨタオート山口）は、ラジオ･テレビともに積極的にCMを放送している。